# Platypalpus pictipennis
Platypalpus pictipennis är en tvåvingeart som beskrevs av Mario Bezzi 1909. Platypalpus pictipennis ingår i släktet Platypalpus och familjen puckeldansflugor. Inga underarter finns listade i Catalogue of Life.